# ياكوب كازماريك
ياكوب كازماريك (بالبولندية: Jakub Kaczmarek)‏ هو دراج بولندي، ولد في 27 سبتمبر 1993 في كاليش في بولندا.

## وصلات خارجية
- ياكوب كازماريك على موقع الاتحاد الدولي للدراجات (الإنجليزية)
- ياكوب كازماريك على موقع أرشيف الدراجات (الإنجليزية)
- ياكوب كازماريك على موقع إحصائيات الدراجات الإحترافية (الإنجليزية)
- ياكوب كازماريك على موقع نسبة الدراجات (الإنجليزية)